# Андреа Роккеллі
Андреа Роккеллі (італ. Andrea Rocchelli; 27 вересня 1983 — 24 травня 2014) — позаштатний фотожурналіст, член групи незалежних фоторепортерів Cesuralab.

## Біографія
Закінчивши у 2009 році Міланську політехніку за фахом комунікаційного дизайну, Роккеллі працював стажистом у фотоагентстві «Grazia Neri». 2008 року разом з іншими чотирма фотографами створив незалежний фотопроєкт «Cesura». Спеціалізувався на зйомках у «гарячих точках», зокрема Східної Європи та Росії.
24 травня 2014-го Роккелі та російський журналіст Андрій Миронов під час самовільного, без погодження з офіційною владою України, візиту до «сірої зони», за даними українського слідства загинули під час мінометного обстрілу терористів т. зв. ДНР поблизу Слов'янська.
30 червня 2017 року в Болоньї, без жодних пояснень чи узгоджень з Україною, посилаючись на свідчення французького журналіста Вільяма Рогелона за підозрою у загибелі Роккеллі було затримано командира взводу батальйону ім. Кульчицького Віталія Марківа, котрий прибув до Італії провідати матір.
Постфактум МЗС звернулося до суду Павії з клопотанням надати інформацію про підстави та обставини затримання, з аналогічними вимогами виступила ГПУ. Врешті у листопаді 2020 року Марківа виправда Апеляційний суд Мілана.